# Hylli i Dritës

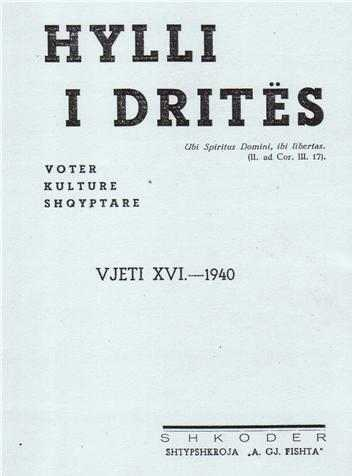
1940 års utgåva av Hylli i Dritës

Hylli i Dritës (betyder på svenska Ljusstjärnan), albanskspråkig tidskrift som utgavs för första gången 1913 av Gjergj Fishta, en av de mest betydande författarna i albansk litteratur. Den anses vara en av de viktigaste albanska tidskrifterna i det tidiga 1900-talet.

## Historia
Hylli i Dritës utgavs för första gången 1913 i Shkodra i Albanien av Gjergj Fishta, en viktig författare i albansk litteratur. Vid denna tid utgavs den och sattes i omlopp av Nikaj Press och stöddes av framstående albaner som Luigj Gurakuqi. Vid första världskrigets utbrott 1914 bannlystes tidskriftens publikation och cirkulation av de österrikiska ockupanterna (av Österrike) på grund av att tidskriften verkade för albanska intressen och hade en negativ inställning till centralmakterna.[källa behövs]
År 1921 publicerades den åter av Gjergj Fishta med stöd av Demokratiska partiet lett av Fan Noli (även han var en viktig författare i albansk litteratur) och albanska franciskaner i Shkodra och Lezha. 1924 års revolution som störtade Ahmet Zogu:s regim och etablerade en demokratisk regim med Fan Noli som dess premiärminister ägde rum. Efter återställningen av Ahmet Zogu:s regim bannlystes Hylli i Dritës åter på grund av Gjergj Fishtas stöd för Demokratiska partiet fram till 1930.
1930 publicerades tidskriften åter av Gjergj Fishta och under den tiden blev den den viktigaste tidskriften i norra Albanien och en av de viktigaste albanska tidskrifterna. Sedan 1942 var dess redaktör Anton Harapi, en albansk filosof som stöddes av framstående albaner i Shkodra. I juli 1944 bannlystes tidskriften av den nyetablerade kommunistiska regimen under Enver Hoxha.
Efter den kommunistiska regimens fall återpublicerades den mellan åren 1993-1997 av Zef Pllumi, en albansk författare som dess redaktör. Den upphörde år 1997 men kom ut 2006 med Adrian Ndreca som dess redaktör sedan 2007.

## Innehåll
Sedan dess första utgivning har Hylli i Dritës huvudsakligen inkluderat ämnen som politik, historia, språk, litteratur och folklore. Sedan 1993 har den också ofta inkluderat verk av författare som tidigare censurerades fram till 1991. Många viktiga albanska författare som Eqerem Çabej, en av de viktigaste albanska lingvisterna, har publicerat artiklar om sina verk i tidskriften. Delar av Lahuta e Malcís (på svenska Höglandets fiddla), en av de viktigaste episka verken på albanska språket, publicerades först i Hylli i Dritës.